# Douala
Douala je největší město Kamerunu, hlavní město provincie Přímoří a obchodní středisko celého státu. Je také největším přístavem v zemi a sídlí zde nejdůležitější kamerunské mezinárodní letiště. Díky těmto skutečnostem se z ní stalo hlavní středisko vývozu. Žije zde přibližně 2,77 milionu obyvatel. Město se nachází na ústí řeky do moře a obklopují jej různé laguny a podmáčená krajina.

## Přírodní poměry a poloha
Přístavní město je umístěno na západě země, na pobřeží Guinejského zálivu a u ústí řeky Wouri do moře. Je obklopeno mangrovovými lesy a močály. Hlavní město Yaoundé leží 210 km severovýchodním směrem.

## Klimatické poměry
Průměrná teplota se pohybuje okolo 26 °C, průměrná vlhkost zde je okolo 80 procent. Sušší období trvá od října do května každý rok; nejsušším měsícem je prosinec a nejdeštivějším srpen. Průměrný roční úhrn srážek zde dosahuje 3 600 mm. Klimatické poměry jsou velmi příznivé pro šíření některých nemocí, jako je např. malárie. 

## Administrativní dělení
Město je rozděleno na šest správních celků, které jsou označeny čísly a které mají nestejnoměrný počet obyvatel. Je tomu tak podle francouzského vzoru. Tyto správní celky se dělí dále ještě na menší obvody, kterých je v součtu okolo sto dvaceti.

## Obyvatelstvo
Zastoupeny jsou různé národnosti a etnické skupiny. Místní jazyk se jmenuje stejně jako město (duala). Úředními jazyky jsou zde francouzština a angličtina, většina obyvatel mluví francouzsky. V roce 2014 ji ovládaly přibližně dvě třetiny místních.
Z náboženského hlediska jsou zastoupeny různé křesťanské církve.

## Historie

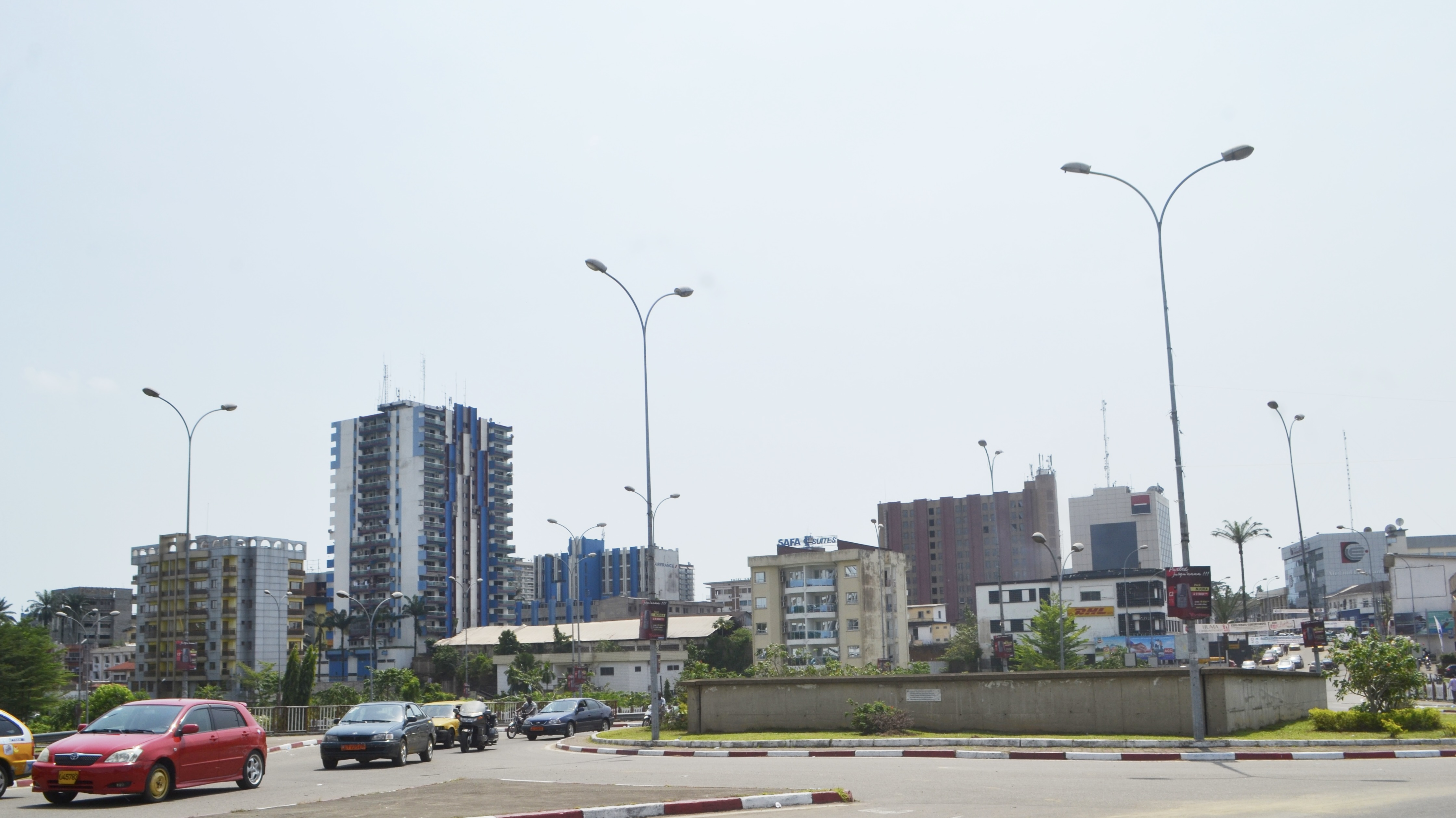
Zástavba v lokalitě Bonanjo.

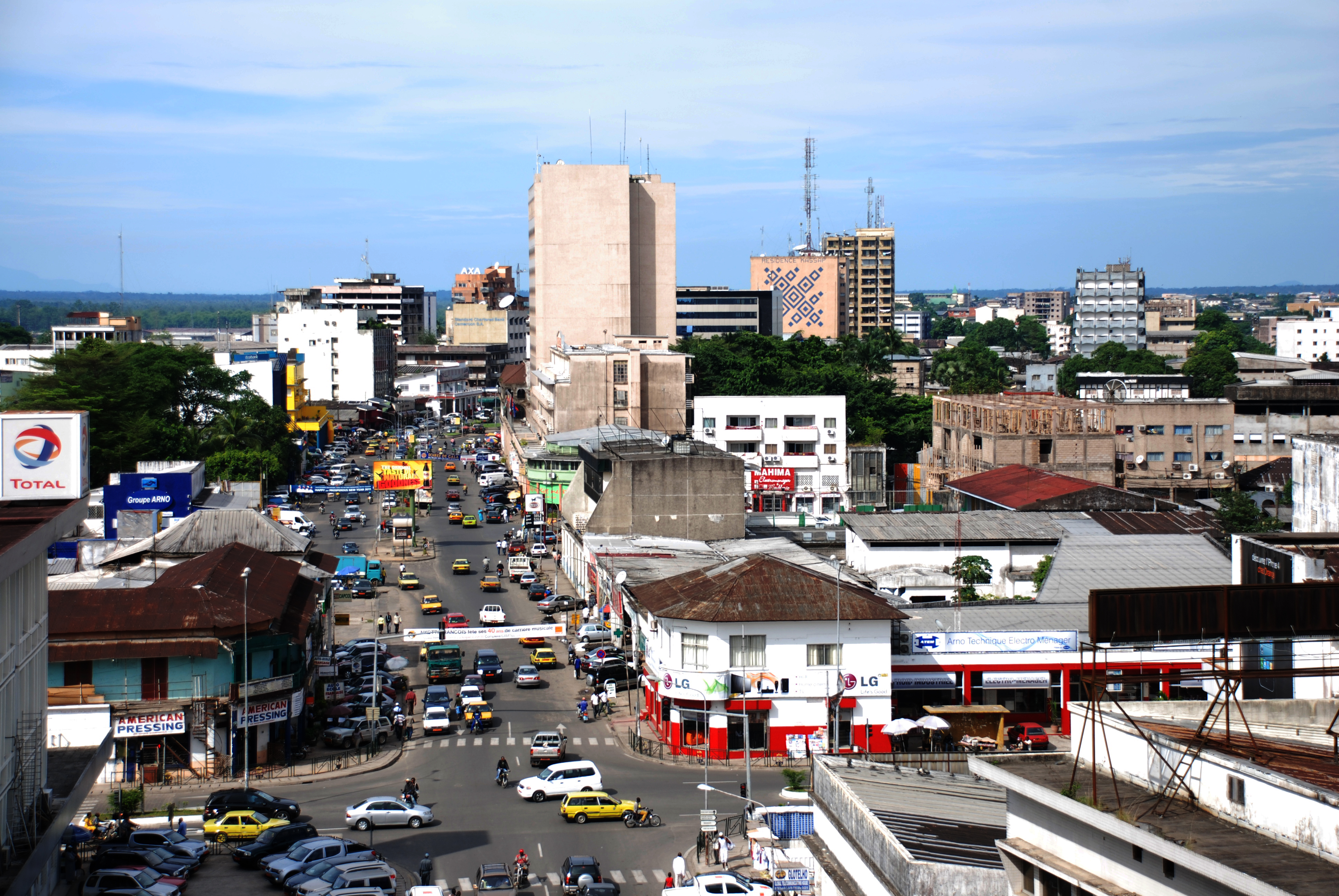
Pohled na místní část Akwa.

Město bylo postaveno na březích řeky Wouri, které spojuje nyní most Bonabéri. 
Prvními Evropany, kteří tuto oblast navštívili, byli Portugalci okolo roku 1472. Řeku Wouri pojmenovali portugalsky Rio dos Camarões (garnátí řeka).
V roce 1650 zde Evropané postavili osadu, jejíž obyvatele tvořili především přistěhovalci z vnitrozemí, z oblasti dnešního Konga.
V osmnáctém století se Douala stala centrem atlantského obchodu s otroky. V první polovině 19. století je zaznamenáno, že na ploše současného města stály čtyři vesnice (Dido, Akwa, Njo a Bonabéri).
Před nástupem německé nadvlády v roce 1884, kdy se stala hlavním městem Německého Kamerunu, byla známá také pod názvem Kamerunské město (německy Kamerunstadt). Němečtí koloniální správci se zaměřovali především na vývoz surovin a v menší míře také na průzkum vnitrozemí dnešního Kamerunu. Britský misionář Alfred Saker zde ustanovil Britské baptistické církve. Při misiích vznikaly školy. Protože byly z různých zemích, výuka byla uskutečněna v různých jazycích; někde německy, jinde anglicky[zdroj?], často ale v místním jazyce nebo dalších jazycích.
Roku 1896 vznikl první územní plán pro Doualu. Moderní evropské město se rozvíjelo v místní části Bonanjo. Předpokládal výstavbu nemocnice, rezidenci pro místního guvernéra, soudní palác, policejní stanici, nové správní budovy a budovy pro správu přístavu a celnici. Počítáno bylo ale se sedmi kasárnami pro německé koloniální vojsko. Guvernérem kolonie a města byl Jesko von Puttkamer. Mimo jiné byly zakládány také plantáže okolo města. Díky tomu získávalo Německo komodity, které by byly jinak nedostupné, nebo na mezinárodním trhu poměrně drahé. V roce 1911 tak odsud byly poprvé vyváženy banány chladírenskými loděmi do Hamburku. 
Roku 1908 sem byla zavedena železniční trať, která Doualu spojila s tokem řeky Nyong. Postaveno bylo také železniční nádraží, justiční palác a katedrála sv. Petra a Pavla. Okolo roku 1910 činil počet obyvatel okolo dvaceti tisíc.
Projekt rozvoje města ve srovnání s jinými koloniemi, např. britskými, poměrně skromný. Německé politické vedení bylo tehdy poměrně kritické k rozvoji koloniálních držav a chtělo, aby se na něm podíleli především obchodníci. 
Další plán byl schválen v roce 1914. Z této doby nicméně pochází velmi málo informací o podobě a rozvoji města, většina dokumentů se nachází v achivech několika evropských metropolí a také v Hamburku.
Svůj současný název získalo město roku 1907, a stalo se tak na počest místního obyvatelstva. V témže roce ztratila také statut centra kolonie, které bylo přemístěno do Buea. Německé koloniální úřady odhadovaly, že v přístavním městě ve své době žilo 23 tisíc lidí. Koloniální období však provázaly i střety mezi místními a jejich představiteli s německou správou. Ochranná smlouva, která měla zajistit práva domorodého obyvatelstva, byla často porušována, na základě čehož byly sepisovány petice a projednávány v Říšském sněmu v Berlíně. Vyvlastňování půdy pro potřebu železnic, silnic a další infrastruktury se neslo s otevřenou nelibostí. Mnozí proto vítali Brity a Francouze během první světové války jako osvoboditele.[zdroj?] Město (a celá kolonie) bylo oběma mocnostmi za války spravováno společně, než se v roce 1919 stalo součástí Francouzského Kamerunu.
Mezi lety 1940 a 1946, kdy ji vystřídalo Yaoundé, byla opět hlavním městem.
Řeka Wouri byla přemostěna v roce 1954 mostem v lokalitě Bonabéri, v závěru dekády byl ještě dokončen i stadion Stade Akwa, který má všeobecné využití, ale hrají se zde především fotbalová utkání. V téže době zde žilo již okolo sta tisíc osob. Poslední koloniální územní plán byl vypracován roku 1959 a jeho principy ovlivňují podobu města do současnosti. 
Okolo roku 1970 počet obyvatel Doualy s předměstími dosáhl čtvrt milionu a před rokem 2000 překročil jeden milion lidí. Dramatický růst počtu obyvatel klade vysoké nároky na dopravní infrastrukturu, která je dlouhodobě ve velmi chatrném stavu. V 3. dekádě 21. století byla tato problematika řešena prostřednictvím půjček z Čínské lidové republiky a nových projektů, které ji měly financovat.
V roce 2015 byla Douala stále považována (oficiální data chybějí[zdroj?]) za nejlidnatější město v Kamerunu. Předpokládalo se, že hlavní město Yaoundé dostihne co do lidnatosti Doualu v roce 2021.

## Ekonomika

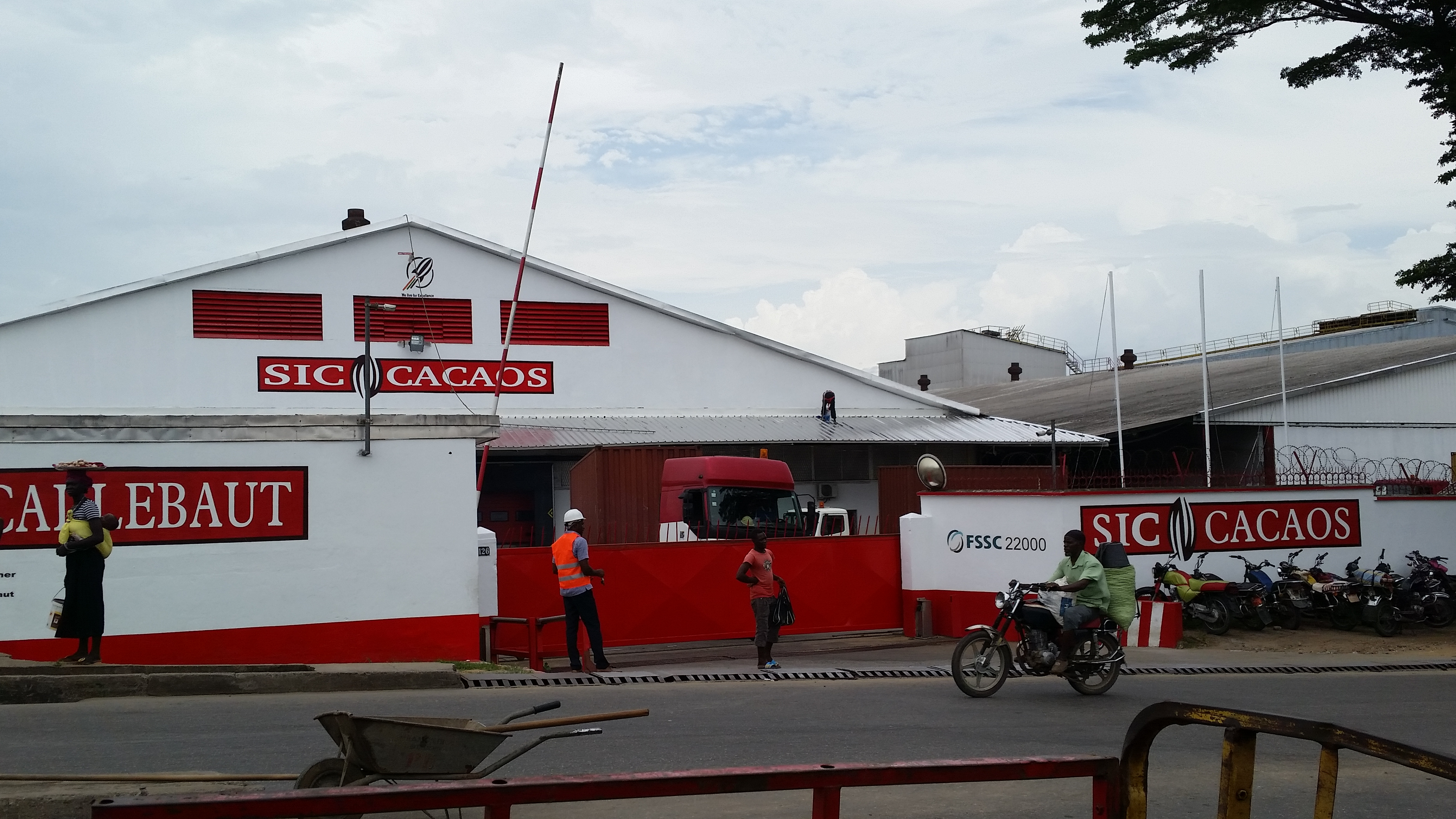
Závod na zpracování kakaa.

Centrem nočního života Doualy je čtvrť Akwa, naopak administrativním a obchodním střediskem je Bonanjo. Podél hlavní městské třídy se nacházejí restaurace, kavárny a francouzské cukrárny. 
Podél nábřeží lze nalézt velké množství barů a nočních podniků. Jsou odtud také impozantní pohledy na Guinejský záliv a blízké bažinaté oblasti. Většina z toho je kvůli nepříliš dobré sociální situaci místních domorodců navštěvována ve městě početnými přistěhovalci, především Francouzi a Libanonci, kteří většinou pracují v ropném průmyslu. 
Douala patří vzhledem k ceně za bydlení mezi nejdražší africká města.
Průmyslové oblasti se nacházejí při přístavu a v lokalitě Bonabéri.
Město nemá příliš mnoho moderních obchodů nebo obchodních center, jsou zde ale velká tržiště. Tržnice Eko je největší v celém Kamerunu. 

## Kultura
V Douale se nachází námořní muzeum, které lze nalézt v místní části Bonanjo. Je pozoruhodné tím, že jeho budova má tvar lodi.
Mezi hlavní náboženské stavby patří římskokatolický chrám sv. Petra a Pavla nebo pravoslavný chrám svatých Konstantina a Heleny. Zastoupena je zde svými svatostánky ale i řada dalších aktivně v Kamerunu působících církví.
Mezi pamětihodnosti německé koloniální architektury patří např. Guvernérův palác z roku 1891, dále pak Všeobecná nemocnice, policejní stanice nebo vila Mandessi Bell. Nápadná je rovněž i budova bývalého královského paláce, tzv. pagoda.

## Doprava

Most v Bonabéri.

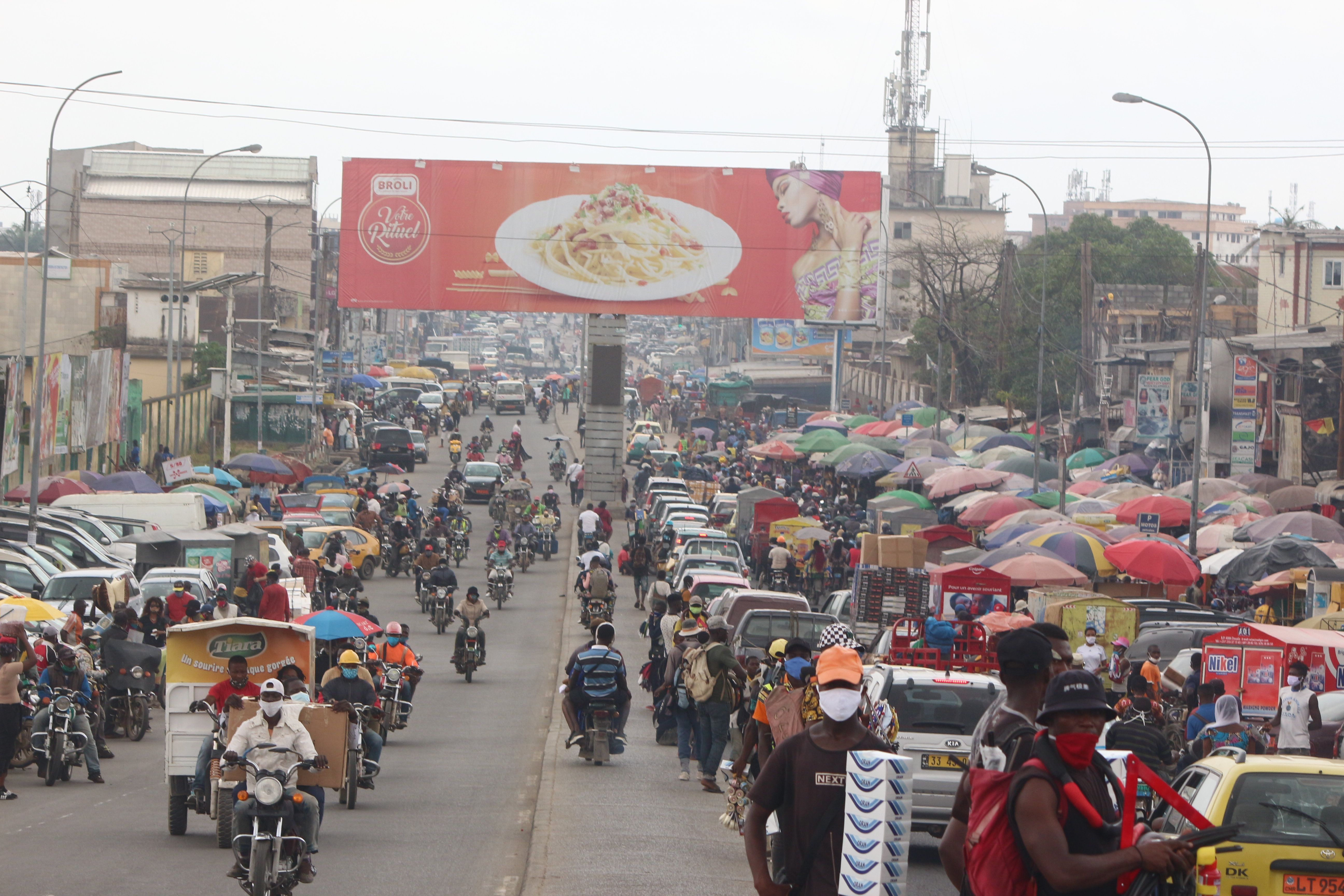
Rušná ulice.

Douala je propojena s městy Yaoundé, Ngaoundéré, Kumba a Nkongsamba železniční dopravou. Význam má hlavně pro dopravu nákladní, a to jak na národní tak i mezinárodní úrovni. Město má vzhledem ke své ohromné rozloze několik nádraží, např. Douala-Bessengué, které slouží jako stanice hlavní.
Silniční síť je na kamerunské poměry na nadprůměrné úrovni. Jednotlivé části města spojují široké a rovné víceproudé třídy. Křižení jsou většinou úrovňová; dálnice typické pro Evropu nebo Severní Ameriku, případně jiné komunikace tohoto typu zde nicméně chybějí. Časté jsou dopravní zácpy. 
Místní přístav má hlavně význam z hlediska nákladní dopravy. Může přijmout lodě s ponorem 8,5 m. 97 % kamerunského obchodu prochází přes místní přístav a přístav v Bonabéri, který je rovněž v Douale. Přístav se rozkládá na ploše přibližně 300 hektarů a zahrnuje kontejnerový přístav, přístav pro nakládku dřeva a ryb. Jeho význam není klíčový pouze pro ekonomiku Kamerunu, ale překládá se zde zboží i do dalších zemí, které přístup k moři nemají, jako jsou např. Čad a Středoafrická republika.
Ve východní části města stojí zmíněné mezinárodní letiště. Je nejrušnější v Kamerunu. Zajišťuje spojení do evropských metropolí i do dalších větších měst v Africe. Je základnou pro národního leteckého dopravce Camairco.
Město má pouze omezenou síť veřejné dopravy. V poslední době se objevují nové autobusové linky. V roce 2019 byla diskutována i výstavba tramvajové sítě. Předpokládána byla spolupráce s Tureckem 
, nicméně projekt nebyl zrealizován.

## Sport
Ve východní části města, kde se nachází místní část Japoma, je velký fotbalový stadion Japoma Stadium. V jeho blízkosti stojí rovněž i stadion atletický.

## Životní prostředí
Ve městě existují obtíže s odpadovým hospodářstvím.

## Bezpečnost
Ve městě působí různé gangy. Jedni z nich jsou známi jako Mikroby.
V přístavu je často nakládáno pašované zboží.

## Známé osobnosti
- Samuel Eto'o, mezinárodní fotbalista.
- Dani Ndi, mezinárodní fotbalista.
- Calixte Beyala, spisovatelka.
- Pascal Siakam, profesionální basketbalový hráč.
- Manu Dibango, saxofonista, klavírista, vibrafonista, dirigent, autor, skladatel a zpěvák.
- Sani Ladan, spisovatel, aktivista.

## Partnerská města
- Akhisar, Turecko
- Dakar, Senegal
- Filadelfie, USA
- Newark, USA
- Štrasburk, Francie
- Windhoek, Namibie